# Jesús Ortega Benítez
Jesús Ortega Benítez (Cuernavaca, 30 de marzo de 1997) es un futbolista mexicano, juega como mediocampista y actualmente está sin club.

## Estadísticas
| Tigres Premier · México                                 | 3ª            | 2016          | 6  | 0 | - | - | - | - | 6  | 0 |
| Tigres Premier · México                                 | Total club    | Total club    | 6  | 0 | - | - | - | - | 6  | 0 |
| A. C. Morelos · México                                  | 3ª            | 2017          | 8  | 1 | - | - | - | - | 8  | 1 |
| A. C. Morelos · México                                  | Total club    | Total club    | 8  | 1 | 0 | 0 | - | - | 8  | 1 |
| C. A. Zacatepec · México                                | 2ª            | 2017          | 1  | 0 | 1 | 0 | - | - | 2  | 0 |
| C. A. Zacatepec · México                                | Total club    | Total club    | 1  | 0 | 1 | 0 | - | - | 2  | 0 |
| Gavilanes de Matamoros · México                         | 3ª            | 2017-18       | 11 | 1 | - | - | - | - | 11 | 1 |
| Gavilanes de Matamoros · México                         | Total club    | Total club    | 11 | 1 | 0 | 0 | - | - | 11 | 1 |
| Total carrera                                           | Total carrera | Total carrera | 26 | 2 | 1 | 0 | 0 | 0 | 27 | 2 |
| (1)Incluye datos de la Copa México. (2)Incluye datos de |               |               |    |   |   |   |   |   |    |   |